# Villantodrigo
Villantodrigo es una localidad de la provincia de Palencia (Castilla y León, España) que pertenece al municipio de Quintanilla de Onsoña.

## Geografía
En la comarca de Vega-Valdavia. Dista 61 km de la ciudad de Palencia. Pertenece al municipio de Quintanilla de Onsoña, localidad de la que dista 2,4 km.

## Demografía
Evolución de la población en el siglo XXI
| Gráfica de evolución demográfica de Villantodrigo entre 2000 y 2021 |
|                                                                     |
| Población de derecho (2000-2021) según el padrón municipal del INE  |

## Monumentos
- Iglesia de San Quirico y Santa Julita, de traza templaria

## Historia
La fundación de la localidad se ha atribuido al infanzón Don Toderico. 
En 1352, según el Becerro de las Behetrías, Villantodrigo era un solariego de Fernando Pérez de Ayala.
D. Gabriel de Guzmán y Herrera tuvo el señorío de Villantodrigo.
En 1621, D. Pedro de Guzmán y de la Serra de Porras y Zúñiga, natural de Carrión y caballero de la Orden de Calatrava, tenía el señorío sobre Villantodrigo y de la casa-fuerte de Olmos del Río Pisuerga. Años más tarde, en 1635, el señorío de Villantodrigo y Macintos, correspondía a Pedro de Rojas, caballero de Calatrava.
Años después, en 1640, Doña Constanza de Herrera Guzmán y Rojas figuraba como Señora de Macintos y Villantodrigo. En 1680, Villantodrigo figuraba monentáneamente como despoblado.
D. Francisco Diez otorgó testamento 4 18 de febrero de 1867 en el pueblo de Villantodrigo, de donde era vecino, ante el Notario D. Román Miguel Bardon, y con asistencia de los testigos Juan Merino, Ruperto del Dujo y Lesmes Fernández.
A la caída del Antiguo Régimen la localidad se constituye en municipio constitucional y que en el censo de 1842 contaba con 3 hogares y 16 vecinos, para posteriormente integrarse en Quintanilla de Onsoña.

## Enlaces
- Villantodrigo